# Prioro
Prioro é um município da Espanha na província de León, comunidade autónoma de Castela e Leão, de área 49 km² com população de 270 habitantes (2005) e densidade populacional de 8,89 hab/km².

## Demografia
| Variação demográfica do município entre 1991 e 2004 | Variação demográfica do município entre 1991 e 2004 | Variação demográfica do município entre 1991 e 2004 | Variação demográfica do município entre 1991 e 2004 |
| --------------------------------------------------- | --------------------------------------------------- | --------------------------------------------------- | --------------------------------------------------- |
| 1991                                                | 1996                                                | 2001                                                | 2004                                                |
| 574                                                 | 512                                                 | 441                                                 | 437                                                 |